# 第16SS装甲擲弾兵師団
第16SS装甲擲弾兵師団 ライヒスフューラー・SS（独: 16. SS-Panzergrenadier-Division „Reichsführer SS“）は、武装親衛隊の師団である。部隊称号のライヒスフューラー・SSは親衛隊全国指導者を指す。

## 沿革
1943年11月、師団幹部には民族ドイツ人を採用し、ノルウェー義勇兵を中心として突撃旅団ライヒスフューラー・SSは編成された。師団から編成された戦闘団がアンツィオで連合軍と戦う間、師団の残存部隊はハンガリーの占領に参加していた。
1945年2月、師団全部隊がハンガリーに集まるまで、戦闘団はイタリアで1944年5月以降、戦い続けた。1944年の晩夏、アペニン山脈のゴシック線へ退却する間、師団の一部部隊がサンタンナ・ディ・スタッツェーマ（Sant'Anna di Stazzema）とマルツァボットで市民の虐殺を行っている。
訓練中の第16予備大隊は戦闘団を編成してアルンヘムで再編成を行い、マーケットガーデン作戦に参加した。
師団はオーストリアのクラーゲンフルトでイギリス軍に降伏した。

## 師団長
| 着任           | 離任           | 階級（当時）   | 氏名                                               |
| -------------- | -------------- | -------------- | -------------------------------------------------- |
| 1943年10月3日  | 1944年10月24日 | 親衛隊中将     | マックス・ジモン (de:Max Simon (SS-Gruppenführer)) |
| 1944年10月24日 | 1945年5月8日   | 親衛隊上級大佐 | オットー・バウム (de:Otto Baum (SS-Mitglied))      |